# کریستوس استرگیوگلو
کریستوس استرگیوگلو (به یونانی: Χρήστος Στέργιογλου؛ با حروف لاتین: Christos Stergioglou؛ متولد ۱۹۵۲) هنرپیشهٔ یونانی است.

## فیلم‌شناسی
برخی فیلم‌هایی که وی در آنها به ایفای نقش پرداخته‌است.
| فیلم                           | سال  |
| ------------------------------ | ---- |
| دندان نیش                      | ۲۰۰۹ |
| دنیای ناعادلانه                | ۲۰۱۱ |
| بازگشت ابدی آنتونیوس پاراسکِواس | ۲۰۱۳ |
| سپتامبر                        | ۲۰۱۳ |